# Fritz Söhlmann
Fritz August Söhlmann (* 14. April 1905 in Hannover; † 30. September 1977 in Langenhagen) war ein deutscher Politiker (CDU). Er war von 1947 bis 1950 Mitglied des Landtags von Niedersachsen.

## Leben
Söhlmann besuchte die Humboldtschule in Linden und war danach als Handlungsgehilfe in Bremen im Import und im Export tätig. Anschließend studierte er als Werkstudent die Fächer Theologie, Geschichte und Pädagogik an Universitäten in Bethel und in Berlin. Er arbeitete danach an der Evangelischsozialen Schule in Spandau und als CVJM-Sekretär in Berlin-Neukölln.
Von 1933 bis 1941 war er Herausgeber und Hauptschriftleiter der „Jungen Kirche“ und der „Reformation“, Zeitschriften der Bekennenden Kirche. Von 1941 bis 1945 befand er sich im Krieg an der Front.
Von 1945 bis 1947 war Söhlmann Leiter der Abteilung Jugendschrifttum und wissenschaftlicher Berater des Gerhard-Stalling-Verlags in Oldenburg. 1948 wurde er vom Verlag Vandenhoeck & Ruprecht mit der Vorbereitung der Wiederherausgabe der Zeitschrift „Junge Kirche“ betraut. Von 1950 bis 1955 war er als Oberregierungsrat auf Widerruf Leiter des Landesjugendamts Hannover, schied aber aus gesundheitlichen Gründen aus. Von 1955 bis 1958 befand er sich im Wartestand. 1960 erhielt er von der Gesellschaft für Niedersächsische Kirchengeschichte einen Forschungsauftrag zur Patrozinienforschung.
Söhlmann war seit dem 21. Dezember 1955 mit Hertha Christa Martha Dora geb. Zabel verheiratet. Die Eheschließung fand in Hannover statt. Fritz Söhlmann starb am 30. September 1977 um 07:00 Uhr in der Walsroder Straße 121 in Langenhagen im Alter von 72 Jahren. Er wohnte zuletzt im Wiesenweg 19 in Hannover. Söhlmann war evangelisch-lutherischer Konfession.

## Politik
Söhlmann war Mitbegründer der Nachfolgepartei der Deutschen Demokratischen Partei und der Deutschen Staatspartei sowie später Mitarbeiter des Christlich-Sozialen Volksdienstes.
Nach Ende des Zweiten Weltkrieges und der Zeit des Nationalsozialismus war er Mitbegründer des CDU-Landesverbandes Oldenburg und des Zonenausschusses. Er gehörte vom 23. Mai bis zum 6. November 1946 dem ernannten Oldenburgischen Landtag an. Danach war er vom 9. Dezember 1946 bis zum 28. März 1947 Mitglied des ernannten Niedersächsischen Landtages, wo er Vorsitzender des Wohlfahrtsausschusses war. Vom 20. April 1947 bis zum 18. Februar 1950 war er Mitglied des Niedersächsischen Landtages, wo er erneut Vorsitzender des Wohlfahrtsausschusses war.

## Schriften (Auswahl)
- Fritz Söhlmann (Hrsg.): Treysa 1945. Die Konferenz der evangelischen Kirchenführer 27. – 31. August 1945. Mit einem Bericht über die Synode der Bekennenden Kirche in Berlin-Spandau ... Heliand-Verlag, Lüneburg 1946.